# Infocom
Infocom är en amerikansk datorspelsutvecklare grundad 1979 av 10 personer varav flertalet tidigare varit verksamma vid MIT. Under sina aktiva år inom spelindustrin producerade Infocom ett stort antal textäventyr. Medan de flesta andra datorspel huvudsakligen såldes i mjukvaruhandlar och datorbutiker, såldes Infocoms spel även i bokhandlar. Till de mer kända speldesigners som jobbat för Infocom hör Steve Meretzky.

## Utvecklade spel
- 1980 - Zork
- 1981 - Zork 2
- 1982 - Deadline
  - Starcross
  - Zork 3
- 1983 - Enchanter
  - Infidel
  - Planetfall
  - Suspended
  - The Witness
- 1984 - Cutthroats
  - The Hitchhiker's Guide to the Galaxy
  - Seastalker
  - Sorcerer
  - Suspect
- 1985 - A Mind Forever Voyaging
  - Fooblitzky
  - Spellbreaker
  - Wishbringer
- 1986 - Ballyhoo
  - Leather Goddesses of Phobos
  - Moonmist
  - Trinity
- 1987 - Beyond Zork
  - Border Zone
  - Bureaucracy
  - Hollywood Hijinx
  - Nord and Bert Couldn't Make Head or Tail of It
  - Plundered Hearts
  - Stationfall
  - The Lurking Horror
- 1988 - Battle Tech
  - Gamma Force
  - Lane Mastodon vs the Blubbermen
  - Sherlock: The Riddle of the Crown Jewels
  - Zork Quest 1
  - Zork Quest 2
  - Zork Zero
- 1989 - Arthur: The Quest for Excalibur
  - Journey
  - Shogun